# Regular-Irregular
Albums de NCT 127
Chain
(2018) Up Next: Session NCT 127
(2018)
Singles
1. Regular
Sortie : 12 octobre 2018
2. Simon Says
Sortie : 23 novembre 2018

Regular-Irregular est le premier album studio du boys band sud-coréen NCT 127, la seconde sous-unité du groupe NCT. Il est paru sous SM Entertainment le 12 octobre 2018, et distribué par IRIVER,. C’est leur première sortie en tant que groupe de dix membres à la suite de l’arrivée de Jungwoo en septembre 2018,.
La réédition de l’album, Regulate, est parue le 23 novembre 2018 avec le titre principal Simon Says.

## Promotions

### Regular-Irregular
NCT 127 démarre ses promotions pour l’album aux États-Unis par des passages télévisées et un partenariat avec Apple Music,.
Ils ont interprété leur nouvel single Regular ainsi que Cherry Bomb dans Jimmy Kimmel Live! le 8 octobre 2018,. Le groupe est également apparu lors des American Music Awards de 2018.

### Regulate
Le 22 novembre, il est annoncé que le membre Winwin ne participera aux promotions de Regulate puisqu’il était en train de se préparer pour les activités chinoises de NCT,.

## Liste des pistes
| 1.    | City 127 (지금 우리, jigeum uri)               | JQ, Moon Hee-yeon, Taeyong, Mark        | The Stereotypes, Micah Powell, Clarence Coffee Jr., Taeyong         | 3:19 |
| 2.    | Regular                                        | Coogie, Tommy $trate, Taeyong, Mark     | Mike Daley, Mitchell Owens, Vedo, George Kranz, Yoo Young-jin       | 3:37 |
| 3.    | Replay (PM 01:27)                              | Bang Hye-hyun                           | LDN Noise, Varren Wade                                              | 3:39 |
| 4.    | Knock On                                       | Zaya, Kim Min-ji                        | J. Roston, MZMC                                                     | 3:25 |
| 5.    | No Longer (나의 모든 순간, naye modeun sungan) | Hwang Hyun                              | Andreas Oberg, Simon Petren, Gustav Karlstrom, Onesta, Esna         | 4:57 |
| 6.    | Interlude: Regular to Irregular                |                                         | Kim Kyung-min, Hitchhiker                                           | 3:10 |
| 7.    | My Van (내 Van, nae van)                       | Kim Dong-hyun, Taeyong, Mark            | Kim Dong-hyun, 250                                                  | 3:26 |
| 8.    | Come Back (악몽, akmong)                       | Bong Eunyoung, Ryu Dasom, Taeyong, Mark | Mike Daley, Mitchell Owens, Deez, Michael Jiminez, Tay Jasper, MZMC | 3:25 |
| 9.    | Fly Away with Me (신기루, shingiru)            | Kang Eun-jung, Hwang Yoo-bin            | Rory Andrew, Francesco Yates, Jenna Andrews, Dylan Pace-Rodriguez   | 3:32 |
| 10.   | Regular (English version)                      | Vedo, Taeyong, Mark                     | Mike Daley, Mitchell Owens, Vedo, George Kranz, Yoo Young-jin       | 3:39 |
| 11.   | Run Back 2 U (piste bonus)                     | Kim Min-seok, Double Dragon             | Donald "haZEL" Sales, Double Dragon                                 | 3:39 |
| 40:01 |                                                |                                         |                                                                     |      |

| Réédition Regulate | Réédition Regulate                             | Réédition Regulate                                         | Réédition Regulate                                                  | Réédition Regulate | Réédition Regulate | Réédition Regulate | Réédition Regulate | Réédition Regulate | Réédition Regulate |
| No                 | Titre                                          | Paroles                                                    | Musique                                                             | Durée              |                    |                    |                    |                    |                    |
| ------------------ | ---------------------------------------------- | ---------------------------------------------------------- | ------------------------------------------------------------------- | ------------------ | ------------------ | ------------------ | ------------------ | ------------------ | ------------------ |
| 1.                 | City 127 (지금 우리, jigeum uri)               | JQ, Moon Hee-yeon, Taeyong, Mark                           | The Stereotypes, Micah Powell, Clarence Coffee Jr., Taeyong         | 3:19               |                    |                    |                    |                    |                    |
| 2.                 | Regular                                        | Coogie, Tommy $trate, Taeyong, Mark                        | Mike Daley, Mitchell Owens, Vedo, George Kranz, Yoo Young-jin       | 3:37               |                    |                    |                    |                    |                    |
| 3.                 | Replay (PM 01:27)                              | Bang Hye-hyun                                              | LDN Noise, Varren Wade                                              | 3:39               |                    |                    |                    |                    |                    |
| 4.                 | Welcome to My Playground                       | Seo Ji-eum, Ra.D, BrotherSu, Taeyong, Mark                 | Johan Gustafsson, Ra.D, BrotherSu                                   | 3:59               |                    |                    |                    |                    |                    |
| 5.                 | Knock On                                       | Zaya, Kim Min-ji                                           | J. Roston, MZMC                                                     | 3:25               |                    |                    |                    |                    |                    |
| 6.                 | No Longer (나의 모든 순간, naye modeun sungan) | Hwang Hyun                                                 | Andreas Oberg, Simon Petren, Gustav Karlstrom, Onesta, Esna         | 4:57               |                    |                    |                    |                    |                    |
| 7.                 | My Van (내 Van, nae van)                       | Kim Dong-hyun, Taeyong, Mark                               | Kim Dong-hyun, 250                                                  | 3:26               |                    |                    |                    |                    |                    |
| 8.                 | Interlude: Regular to Irregular                |                                                            | Kim Kyung-min, Hitchhiker                                           | 3:10               |                    |                    |                    |                    |                    |
| 9.                 | Simon Says                                     | Anne Judith Wik, Ronny Svendsen, Bobii Lewis, Jin Suk Choi | Anne Judith Wik, Ronny Svendsen, Bobii Lewis, Jin Suk Choi          | 3:19               |                    |                    |                    |                    |                    |
| 10.                | Come Back (악몽, akmong)                       | Bong Eunyoung, Ryu Dasom, Taeyong, Mark                    | Mike Daley, Mitchell Owens, Deez, Michael Jiminez, Tay Jasper, MZMC | 3:25               |                    |                    |                    |                    |                    |
| 11.                | Fly Away with Me (신기루, shingiru)            | Kang Eun-jung, Hwang Yoo-bin                               | Rory Andrew, Francesco Yates, Jenna Andrews, Dylan Pace-Rodriguez   | 3:32               |                    |                    |                    |                    |                    |
| 12.                | Chain (Version coréenne)                       | JQ, Taeyong, Mark                                          | 250, Albin Nordqvist                                                | 3:43               |                    |                    |                    |                    |                    |
| 13.                | Regular (Version anglaise)                     | Vedo, Taeyong, Mark                                        | Mike Daley, Mitchell Owens, Vedo, George Kranz, Yoo Young-jin       | 3:39               |                    |                    |                    |                    |                    |
| 14.                | Run Back 2 U (piste bonus)                     | Kim Min-seok, Double Dragon                                | Donald "haZEL" Sales, Double Dragon                                 | 3:39               |                    |                    |                    |                    |                    |
| 51:00              |                                                |                                                            |                                                                     |                    |                    |                    |                    |                    |                    |

Notes
- Replay (PM 01:27) est interprétée par Taeil, Johnny, Yuta, Doyoung, Jaehyun, Winwin, Jungwoo et Haechan.
- No Longer est interprétée par Taeil, Doyoung, Jaehyun, Jungwoo et Haechan.
- My Van est interprétée par Taeyong, Yuta, Jaehyun, Jungwoo et Mark.
- Interlude: Regular to Irregular est interprétée par Johnny, Yuta, Winwin et Jungwoo.

## Classements

### Album

#### Classements hebdomadaires
| Classement (2018)                       | Meilleure position |
| --------------------------------------- | ------------------ |
| Australian Digital Albums (ARIA)        | 19                 |
| French Download Albums (SNEP)           | 43                 |
| Japanese Weekly Albums (Oricon)         | 6                  |
| Japanese Weekly Digital Albums (Oricon) | 5                  |
| South Korean Albums (Gaon)              | 1                  |
| UK Download Albums (OCC)                | 42                 |
| US Billboard 200                        | 86                 |
| US Independent Albums (Billboard)       | 5                  |
| US World Albums (Billboard)             | 2                  |

#### Classements de fin d’année
| Classement (2018)                 | Meilleure position |
| --------------------------------- | ------------------ |
| South Korean Albums (Gaon)        | 17                 |
| US Independent Albums (Billboard) | 14                 |

### Singles

#### "Regular"
| Classements (2018) | Meilleure position |
| ------------------ | ------------------ |
| Singapore (RIAS)   | 6                  |

#### "Simon Says"
| Classement (2018)                  | Meilleure position |
| ---------------------------------- | ------------------ |
| New Zealand Hot Singles (RMNZ)     | 37                 |
| US World Digital Songs (Billboard) | 1                  |

## Ventes
| Région                 | Ventes          |
| ---------------------- | --------------- |
| Corée du Sud (Gaon)    | plus de 292 341 |
| Japon (Oricon)         | 14 137          |
| Etats-Unis (Billboard) | 8 000           |

## Certifications
| Région              | Certification | Ventes    |
| ------------------- | ------------- | --------- |
| Corée du Sud (Gaon) | Platine,      | 2 500 000 |

## Historique de sortie
| Région       | Date            | Format                                  | Label                    |
| ------------ | --------------- | --------------------------------------- | ------------------------ |
| Corée du Sud | 12 octobre 2018 | CD, téléchargement numérique, streaming | SM Entertainment, iRIVER |
| Etats-Unis   | 12 octobre 2018 | CD, téléchargement numérique, streaming | SM Entertainment, iRIVER |
| Monde        | 12 octobre 2018 | Téléchargement numérique, streaming     | SM Entertainment, iRIVER |